# Марракеш (стадион)
Марракеш (фр. Stade de Marrakech, араб. ستاد مراكش‎, берб.: Annar n Merrakec) — многофункциональный стадион, расположенный в одноимённом городе, Марокко. Он был спроектирован компанией Gregotti Associati International.
Законченный в январе 2011 года, стадион используется в основном для футбольных матчей с возможностью принять у себя Олимпийские игры. На нём проводит свои домашние матчи футбольный клуб «Кавкаб». Вместимость стадиона составляет 45 240 человек. Он заменил собой Аль-Харти в качестве домашней арены «Кавкаба» и главного стадиона города.
Стадион Марракеш принимал у себя Континентальный кубок IAAF 2014 года. На стадионе также были сыграны 4 матча Клубного чемпионата мира по футболу 2013.